# Сардинија (Охајо)
Сардинија (енгл. Sardinia) град је у америчкој савезној држави Охајо.

## Демографија
По попису из 2010. године број становника је 980, што је 118 (13,7%) становника више него 2000. године.
| Група             | 2000.       | 2010.       |
| Белци             | 843 (97,8%) | 970 (99,0%) |
| Афроамериканци    | 2 (0,2%)    | 2 (0,2%)    |
| Азијати           | 0 (0,0%)    | 0 (0,0%)    |
| Хиспаноамериканци | 8 (0,9%)    | 3 (0,3%)    |
| Укупно            | 862         | 980         |